# Kostel Nanebevzetí Panny Marie (Tasovice)
Kostel Nanebevzetí Panny Marie je římskokatolický chrám v Tasovicích v okrese Znojmo. Jde o farní kostel římskokatolické farnosti Tasovice. Je chráněn jako kulturní památka České republiky. Jde o významnou raně barokní stavbu z druhé poloviny 17. století (na okně věže je letopočet 1670), její věž je pohledovou dominantou okolí. Obraz na hlavním oltáři namaloval Matthias Adolf Charlemont, věž byla roku 1900 zvýšena na 56 metrů.